# Likiep
Likiep es un atolón de 65 islas en el océano Pacífico. Se encuentra en la cadena Ratak y pertenece a las Islas Marshall. El área es de 3,96 mi² mientras que la laguna interior abarca 163,71 mi². La población asciende a 482 habitantes.  El punto más alto de las Islas Marshall se encuentra en este atolón; alcanza los 10m.